# Häädemeeste
Häädemeeste (alemán: Gudmannsbach) es un municipio estonio perteneciente al condado de Pärnu. A 1 de enero de 2016 tiene 2522 habitantes en una superficie de 390,2 km². Cuatro quintas partes de la población municipal, casi dos mil habitantes, viven en la propia localidad de Häädemeeste. El resto de la población se distribuye entre veinte pequeñas localidades rurales:

## Localidades (población año 2011)
- Arumetsa 87
- Häädemeeste 692
- Ikla 149
- Jaagupi 74
- Kabli 268
- Krundiküla 88
- Laadi 414
- Leina 47
- Lepaküla 95
- Majaka 41
- Massiaru 100
- Metsaküla 70
- Metsapoole 108
- Nepste 37
- Orajõe 28
- Papisilla 49
- Penu 62
- Piirumi 56
- Pulgoja 59
- Rannametsa 128
- Reiu 599
- Sooküla 50
- Soometsa 105
- Tahkuranna 136
- Treimani 191
- Urissaare 68
- Uuemaa 20
- Uulu 478
- Võidu 69
- Võiste 462[2]

Se ubica en la esquina suroeste de la Estonia continental, en la costa del mar Báltico y en la frontera con Letonia.

## Galería

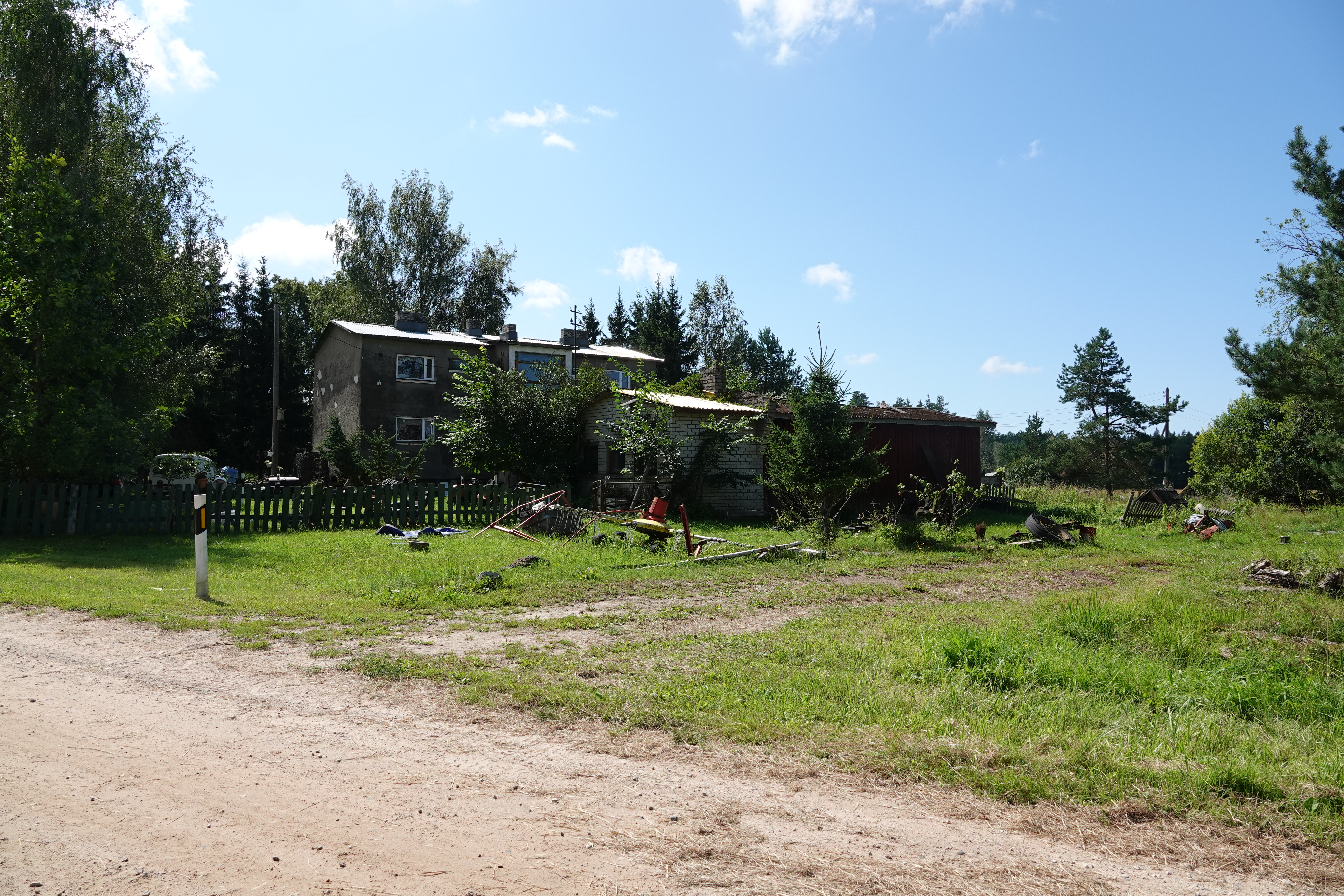
Uuemaa
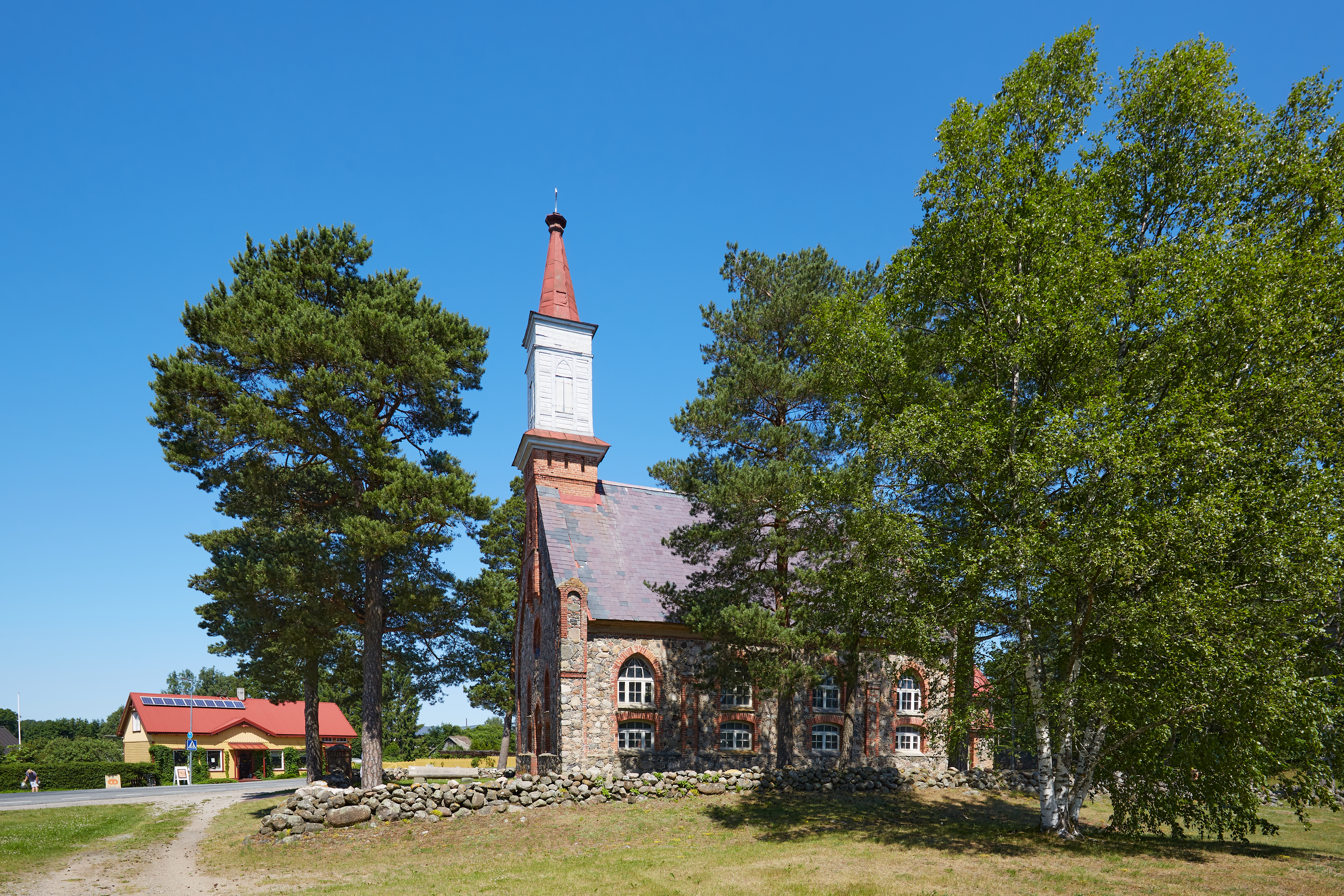
Häädemeeste
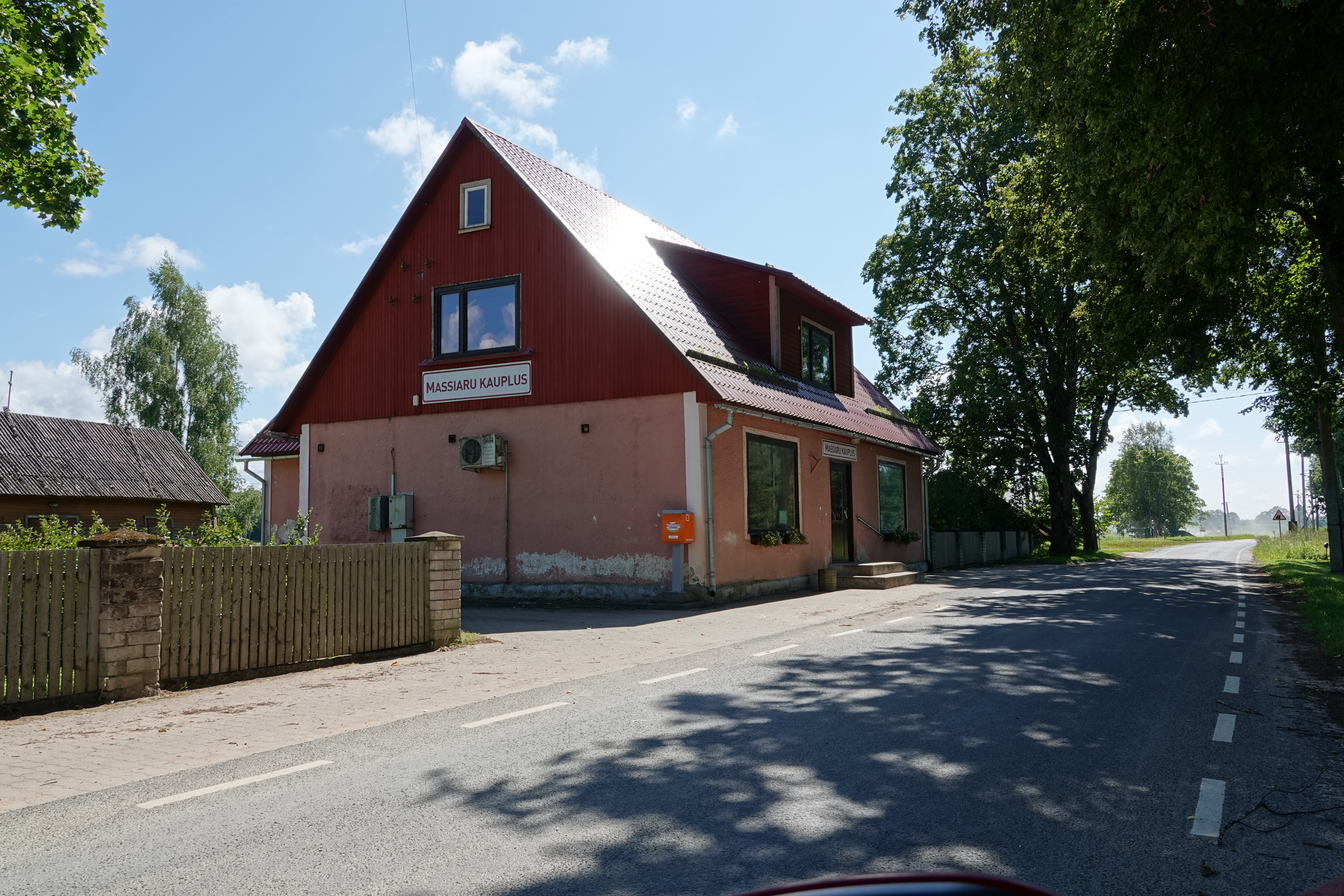
Massiaru
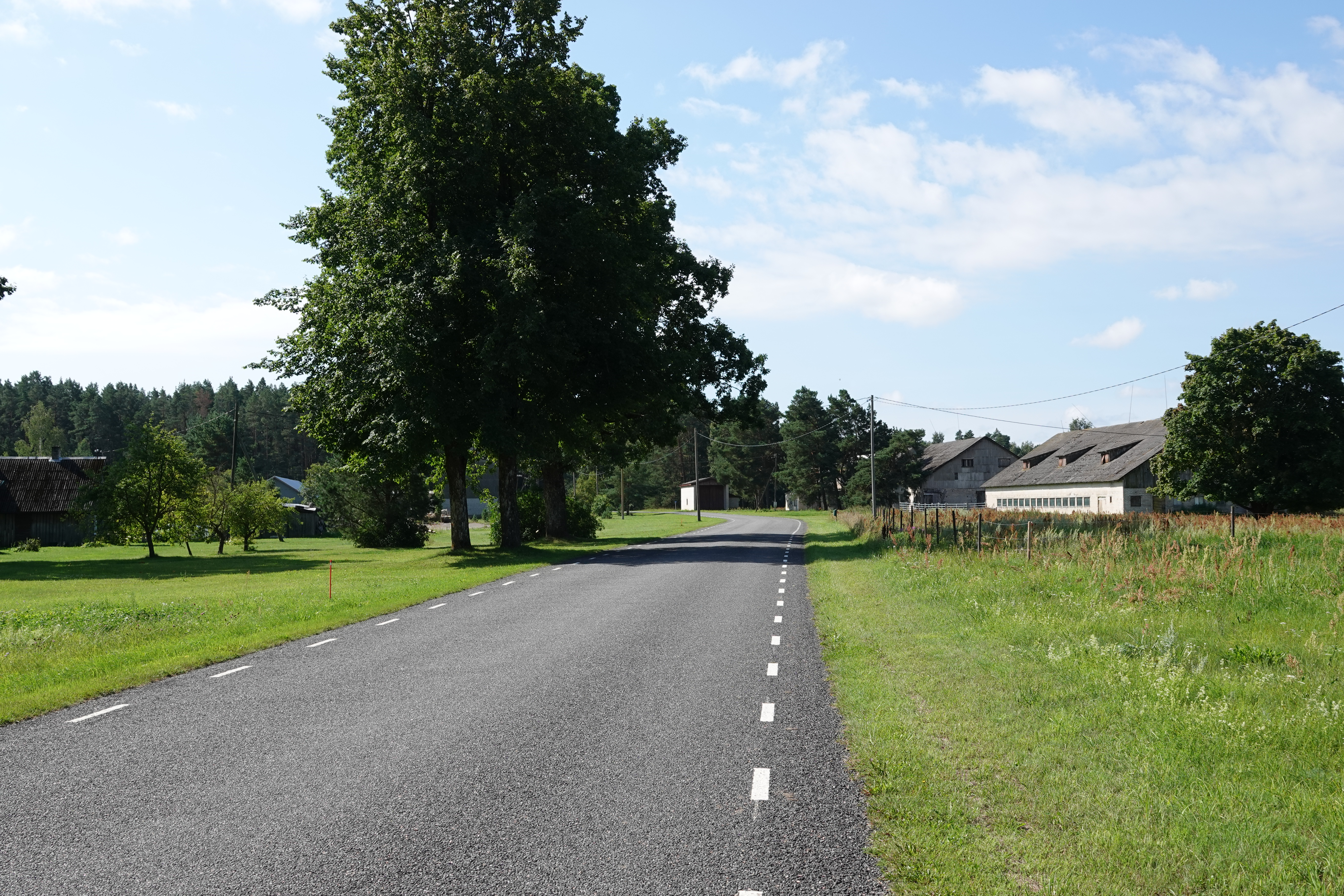
Võiste
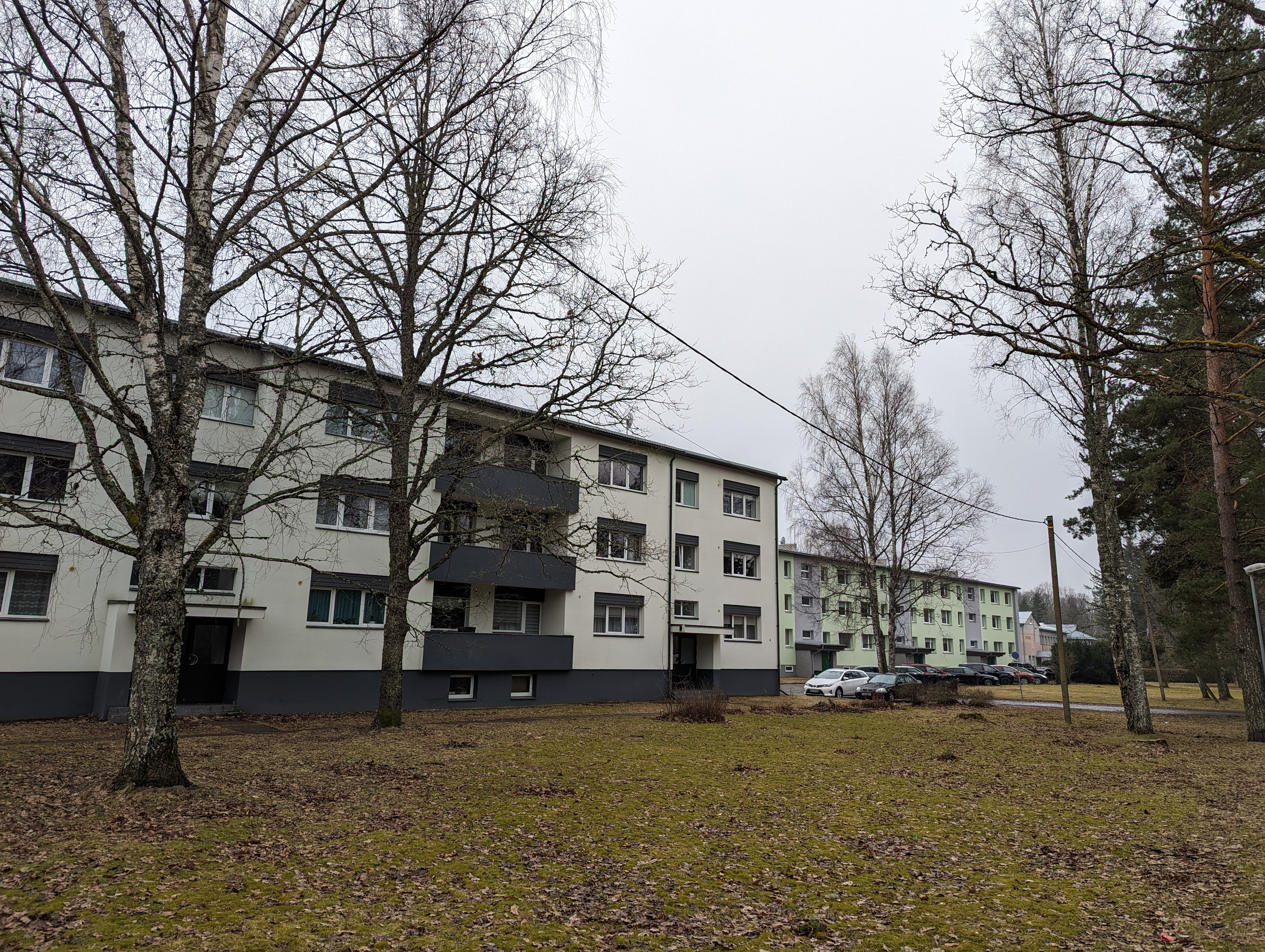
Uulu
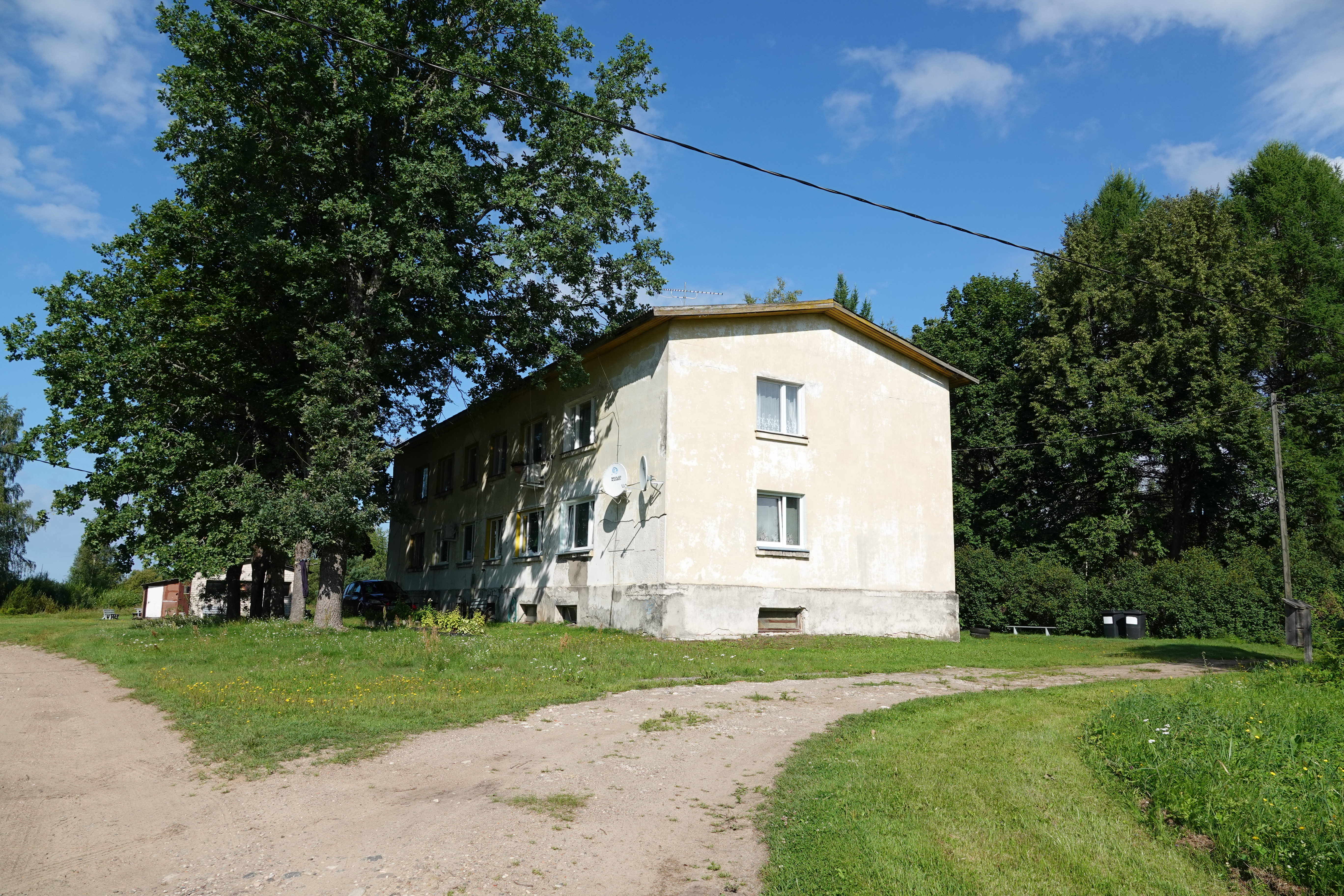
Soometsa
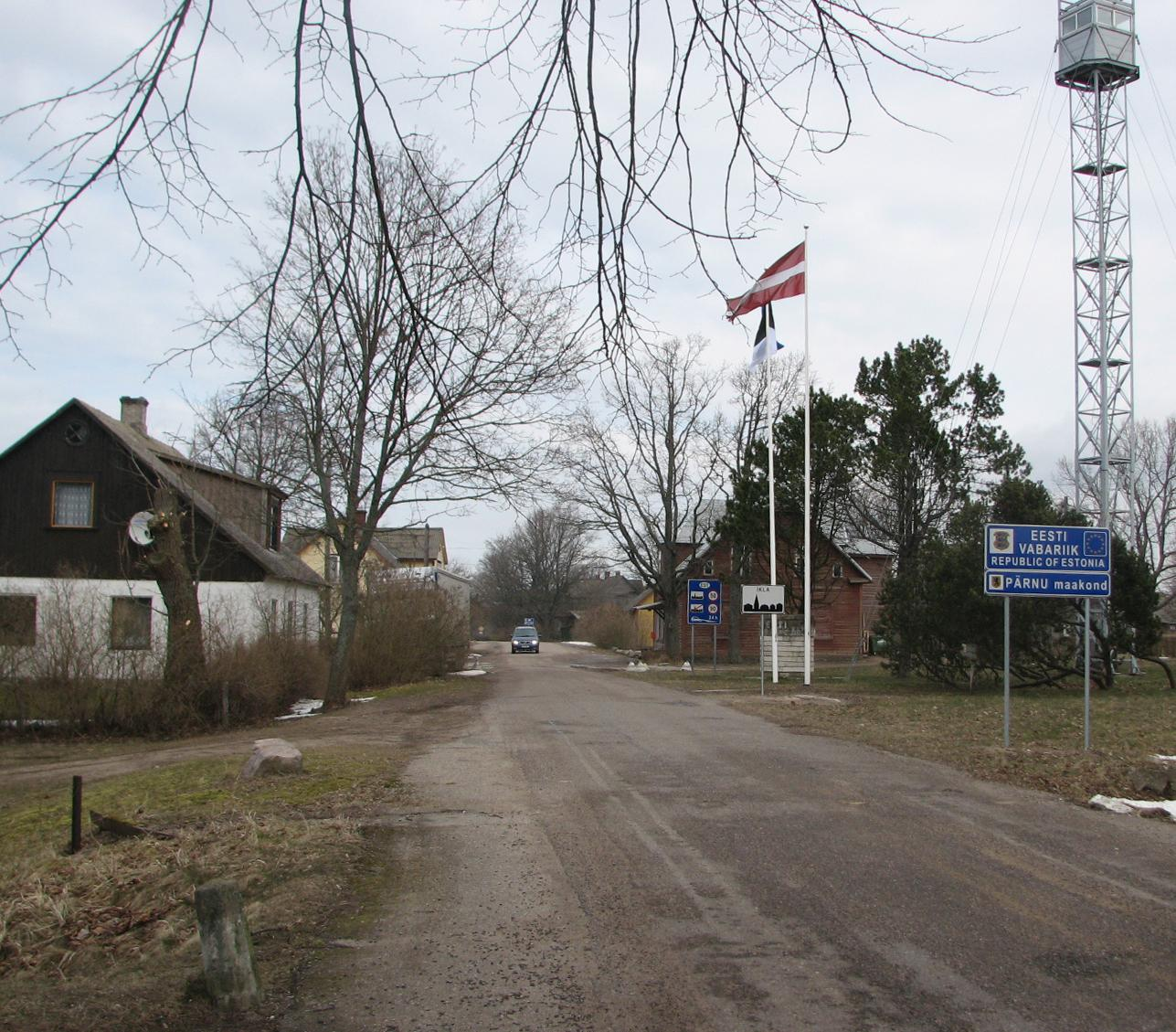
Ikla
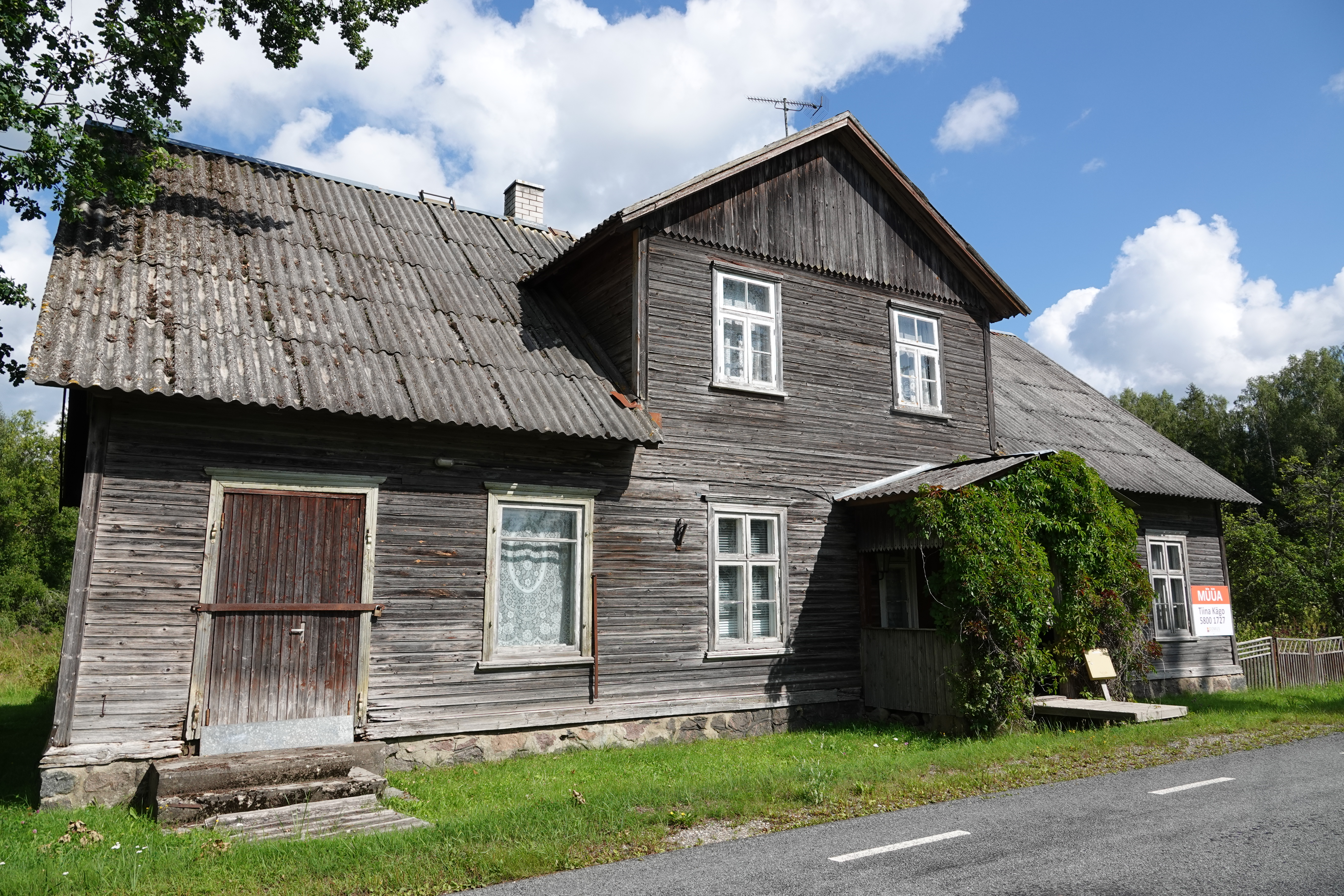
Nepste
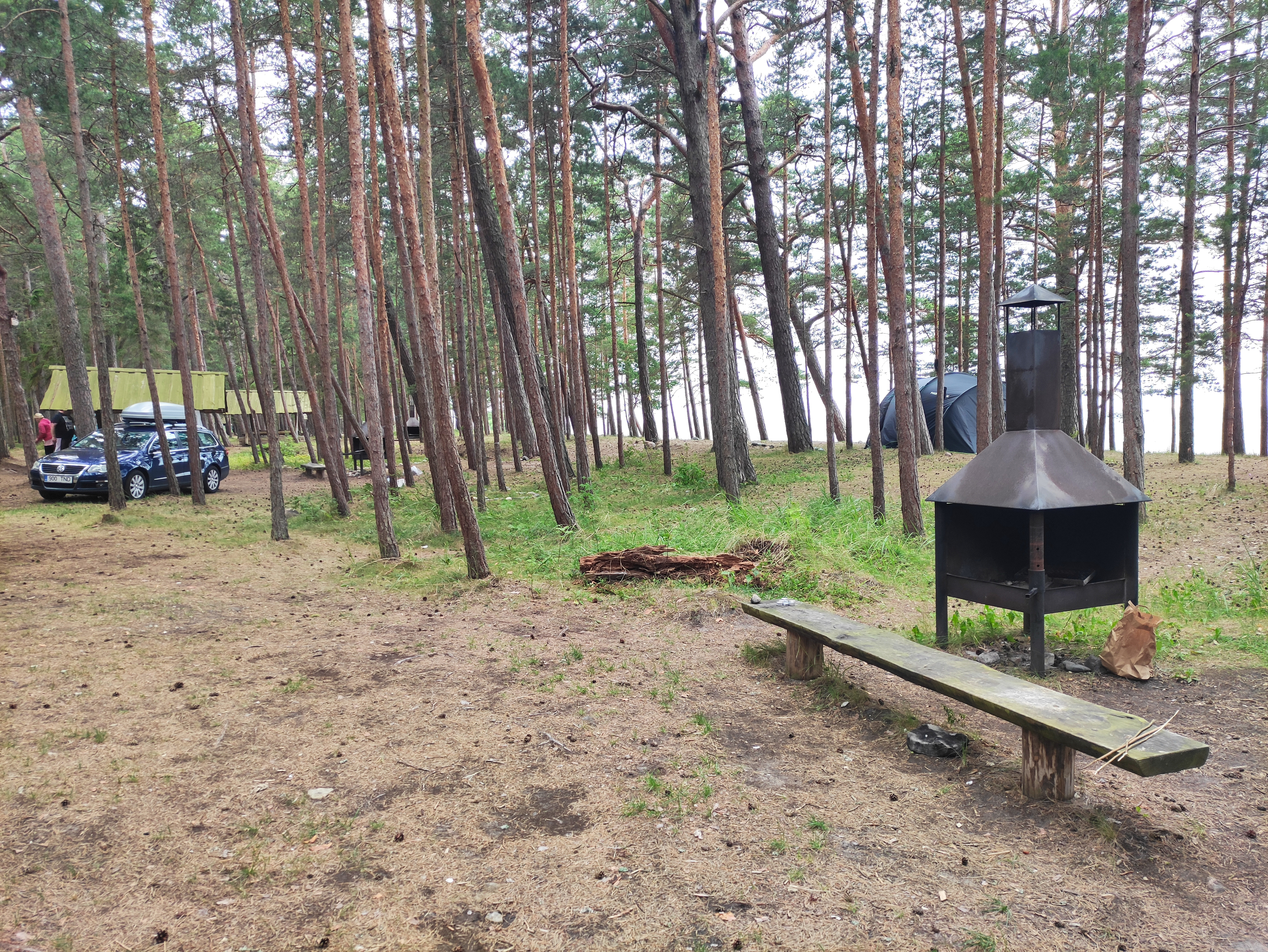
Treimani
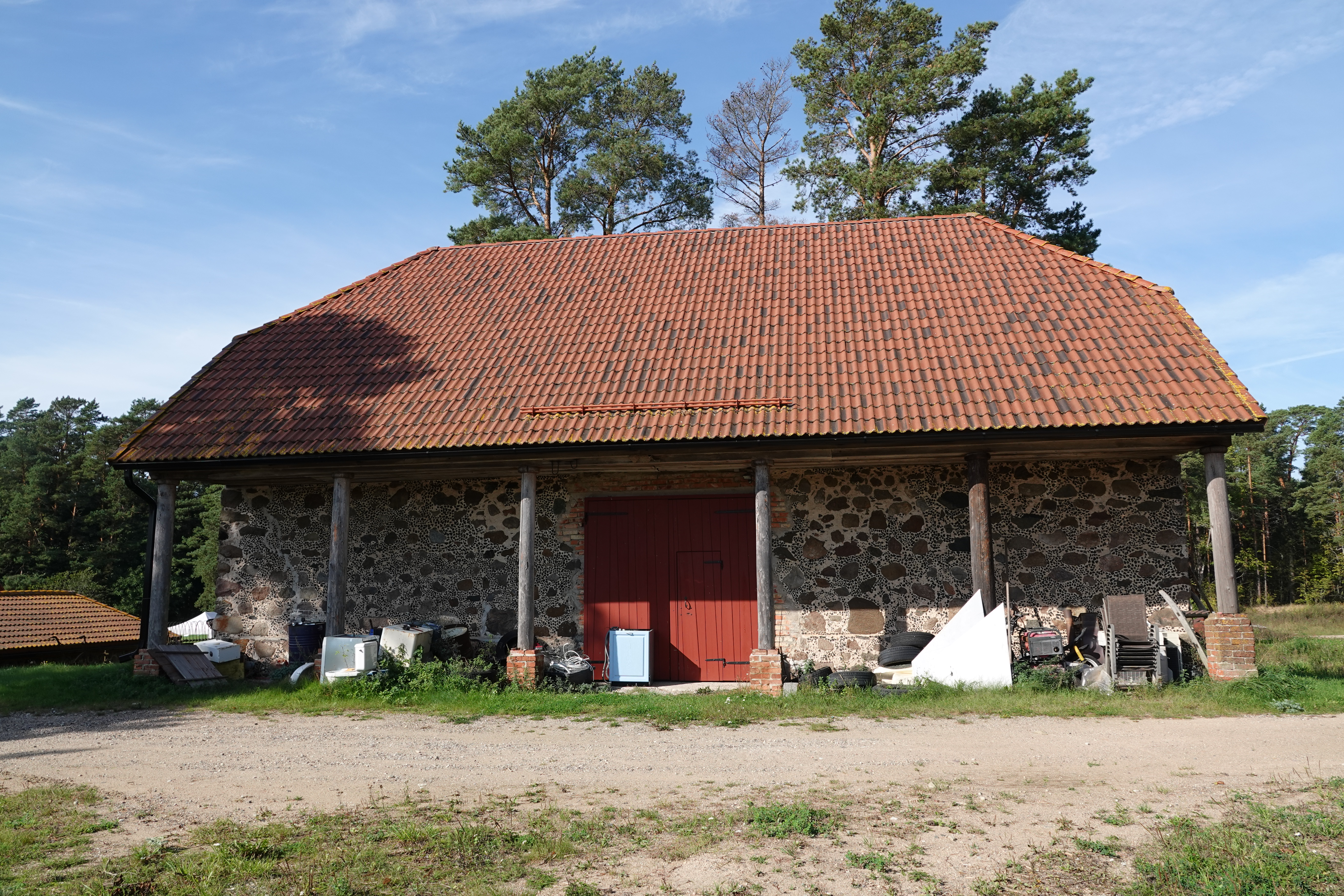
Orajõe